# Morten P. Porsild
Morten Pedersen Porsild (1. september 1872 i Glibstrup ved Store Andst – 30. april 1956 i København) var en dansk botaniker, som boede og arbejdede det meste af sit voksne liv i Grønland.
Porsild blev student fra Roskilde Katedralskole 1893, deltog i ekspeditioner til Vestgrønland i 1898 og 1902 sammen med fysiologen August Krogh. 1900 blev han mag.scient. fra Københavns Universitet. I 1906 grundlagde han Arktisk Station i Qeqertarsuaq, Grønland, som siden 1956 har tilhørt Københavns Universitet. Takket være støtte fra berømte polarforskere som Knud Rasmussen, Mylius-Erichsen og Fridtjof Nansen vandt tanken om en permanent bemandet arktisk forskningsstation genklang. Private midler betalte opførelsen af bygningen og driftsomkostningerne kom på finansloven. Morten Porsild var stationsleder i 40 år, hvorefter han vendte tilbage til Danmark. Han er far til botanikeren Alf Erling Porsild.
Ud over botanik beskæftigede Porsild sig med zoologi og etnografi, samt med grønlandsk politik.
Han var medlem af Udvalget til Drøftelse af de grønlandske Anliggender 1920-21, valgt medlem af Nordgrønlands Landsråd 1927-39, holdt forelæsninger ved Cambridge University og ved amerikanske universiteter 1922, medlem af The Board of Governors of The Arctic Institute of North America 1945-48, fellow fra 1949, korresponderende medlem af American Geographical Society, New York, og Ridder af Dannebrog.
Standard autorbetegnelse for arter beskrevet af M.P. Porsild: Porsild
Udvalgte værker
- Porsild, Morten P. (1914) Studies on the material culture of the Eskimo in West Greenland. Meddelelser om Grønland 51:5.
- Porsild, Morten P. (assisteret af A. Erling Porsild) (1920) The flora of Disko Island and the adjacent coast of West Greenland from 66-71 n. lat.: with remarks on phytogeography, ecology, flowering, fructification and hibernation.